# Elío (Navarra)
Elío (Elio en euskera) es una localidad española de la Comunidad Foral de Navarra perteneciente al municipio de Ciriza. Está situado en la Cuenca de Pamplona, en el Valle de Echauri, entre los pueblos de Ciriza y Echauri, al costado derecho del río Arga y a 16,3 km de la capital de la comunidad, Pamplona. Su población en 2014 fue de 0 habitantes (INE).
Las afrontaciones son por el Norte a la Sierra llamada de Sarbil, propiedad común de los pueblos de Ibero, Izcue, Azanza, Muniáin, Ciriza y Echauri; por el Sur al río Arga, por el Este al término jurisdiccional de Echauri y por el Oeste al término de la jurisdicción de Ciriza y camino para Ciriza.
Coto redondo con una casa palacio contigua a la carretera de Belascoáin. Cuenta con cuadra, pajar y bodega. La iglesia parroquial dedicada a San Andrés con su pila bautismal, en mal estado de conservación. Una viña de trescientas ochenta y cuatro peonadas  o diez y siete hectáreas y noventa áreas y diez centiáreas sobre la carretera. Un soto con arbolado de chopos piramidal de extensión de cuarenta y tres centiáreas. Cuatrocientas catorce robadas de tierra blanca labrantia o sea treinta y siete hectáreas seis ares y tres centiáreas. Un monte llamado Chapardia poblado de robles leñosos de cabida de doscientos catorce robadas o diez y nueve hectáreas veintidós áreas y sesenta y ocho centiáreas. Otro monte denominado Artadia de extensión de doscientos diez robadas o dieciocho hectáreas y seis áreas y setenta y cinco centiáreas.
En 1847 su único acceso era «una carretil de montaña» y llevaba el correo el valijero del valle. El monte Artadia tiene servidumbre de pastos a favor de los vecinos de Echauri en comunidad con Elio. Coto redondo que lo divide en dos la carretera NA-7110 de Echauri a Orendáin.
El palacio de Elío, la iglesia de San Andrés y algunos edificios auxiliares se encuentran en malas condiciones, siendo precisa una rehabilitación.

## Señorío
El señorío de Elío aparece por primera vez en la historia en tiempos del Rey don García Ramírez «el Restaurador», y lo incorporó a la casa de Subiza doña Constanza Ibáñez de Elío, casada con Lope de Subiza. Juan Periz de Elio y Subiza, abandona el apellido Subiza, y lo sustituye por el materno de Elío. Se casa con Águeda de Sarasa.
El señor de Elío era uno de los 74 nobles que gozaban del privilegio de ser llamados a cortes, en el brazo militar o de la nobleza, dentro de la nómina antigua.
Tristán de Elio y Sarasa, señor de Elío casado con Águeda de Goñi y Echauri. Su hijo, Luis de Elio y Goñi, señor de Elio, se casa con Ana de Esparza y Artieda, señora de Vesolla, Escaray y Ugarron. Pasa a Francisco de Elio Esparza y Artieda casado con Antonia de Velaz de Medrano y la Peña y a su hijo Gaspar de Elio y Velaz de Medrano, Señor de Elio, Vesolla, Eriete, Iguzquiza, Learza, Esparza y Artieda casado con Antonia de Ayanz de Navarra y Berrio Garro.
En 1723, el palacio de Elío pertenecía a Tomás Enrique de Elío y Jaureguízar (1670-1730), marqués de Vesolla II hijo de José de Elio y Ayanz de Navarra, Señor de Elio, Esparza, Artieda, Marqués de Vesolla I casado con Antonia de Jaureguizar Subizar. 
Hereda Francisco Javier Elio y Gimenez Navarro (1800-1863), marqués de Vesolla VI,  casado con María Manuela de Mencos y Manso de Zúñiga (1801-1889). Posteriormente propiedad Fausto Elio y Mencos (1827-1901), marqués de Vesolla VII, Conde de Ayanz VIII y Vizconde de Val de Erro XVI, casado con María Josefa de Magallón y Campuzano (1830-1899).
Cuenta con un palacio de cabo de armería tardogótico de comienzos del siglo XVI junto a la carretera, en la planta baja.
En 1723, el palacio de Elío pertenecía a Tomás Enrique de Elío y Jaureguízar (1670-1730), marqués de Vesolla II hijo de José de Elio y Ayanz de Navarra, Señor de Elio, Esparza, Artieda, Marqués de Vesolla casado con Antonia de Jaureguizar y Zubizar. Hereda Francisco Javier Elio y Jiménez-Navarro (1800-1880), marqués de Vesolla VI, Conde Ayanz VII, Vizconde Val de Erro XV, Barón Ezpeleta XII casado con María Manuela de Mencos y Manso de Zúñiga (1801-1889). 
Fausto León de Elio y Mencos, Jiménez-Navarro y Manso de Zúñiga (1827-1901), marqués de Vesolla VII, Conde de Ayanz VIII y Vizconde de Val de Erro XVI, casado con María Josefa de Magallón y Campuzano (1830-1899) hereda la finca de su padre Francisco. Lego por iguales partes a sus hijos María Micaela, Elio, María del Pilar, Luis y Francisco Javier Elio y Magallon y en representación de su difunto hijo Elio a los tres hijos de este llamados Ana María, Rafael e Isabel Elio Gaztelu.
Luis Elío y Magallón (1856-1917), XVII Vizconde de Val de Erro, vecino de Madrid casado con Luisa de Aragón Barroeta y Aldamar (1937) sin descendencia. Heredero su hermano Cesáreo de Aragón Barroeta y Aldamar (1864-1954 Madrid) casado con Blanca Carrillo de Albornoz y Elio, VI Marquesa de Casa-Torres (1869 Pamplona - 1935 Madrid). Hijos Blanca, José y Fernando de Aragón y Carrillo de Albornoz. José y Fernando, VII y VIII Marqués de Casa-Torres sin descendencia. 
Blanca de Aragón y Carrillo de Albornoz (1892 Guetaria-1981), casada con Gonzalo de Mora y Fernández del Olmo (1887-1957), Conde de Mora y IV Marqués de Casa Riera con 7 hijos. Hereda la reina Fabiola de Mora y Aragón, Reina de Bélgica casada con el Rey Balduino.
De Fabiola de Mora y Aragón el Señorío ha pasado a ser propiedad de su sobrino nieto Fernando Leopoldo Ruiz de Ojeda y Silva (Granada 1980), donde tiene la Sede forestal de su Fundación Reforest Project.  

## Demografía

### Evolución de la población
| AÑO  | HABITANTES |
| ---- | ---------- |
| 1786 | 15         |
| 1824 | 35         |
| 1858 | 20         |
| 1887 | 15         |
| 1920 | 29         |
| 1930 | 15         |
| 1940 | 10         |
| 1950 | 11         |
| 1960 | 10         |
| 1970 | 4          |
| 1981 | 3          |

| Gráfica de evolución demográfica de Elío entre 2000 y 2010 |
|                                                            |